# Idaho Stampede 2007-2008
La stagione 2007-08 degli Idaho Stampede fu la 2ª nella NBA D-League per la franchigia.
Gli Idaho Stampede arrivarono primi nella Western Division con un record di 36-14. Nei play-off vinsero la semifinale con i Los Angeles D-Fenders (1-0), vincendo poi il titolo battendo nella finale gli Austin Toros (2-1).

## Roster
|    | Naz.                   | Ruolo | Sportivo           | Anno | Alt. | Peso |  |
| -- | ---------------------- | ----- | ------------------ | ---- | ---- | ---- |  |
|    | Stati Uniti (bandiera) | G     | Mike Taylor        | 1986 | 188  | 75   |  |
|    | Senegal (bandiera)     | A     | Saer Sene          | 1986 | 211  | 104  |  |
|    | Stati Uniti (bandiera) | A     | Luke Jackson       | 1981 | 201  | 98   |  |
|    | Stati Uniti (bandiera) | A     | Josh McRoberts     | 1987 | 208  | 104  |  |
|    | Francia (bandiera)     | A     | Mickaël Gelabale   | 1983 | 201  | 98   |  |
|    | Stati Uniti (bandiera) | G     | Taurean Green      | 1986 | 183  | 80   |  |
|    | Stati Uniti (bandiera) | C     | Eric Chenowith     | 1979 | 216  | 122  |  |
|    | Stati Uniti (bandiera) | C     | Anthony Washington | 1983 | 206  | 111  |  |
|    | Stati Uniti (bandiera) | G     | Dwuan Rice         | 1984 | 180  | 75   |  |
| 00 | Porto Rico (bandiera)  | A     | Ricky Sánchez      | 1987 | 211  | 100  |  |
| 11 | Stati Uniti (bandiera) | G     | Roberto Bergersen  | 1976 | 196  | 91   |  |
| 15 | Stati Uniti (bandiera) | A     | Brent Petway       | 1985 | 203  | 93   |  |
| 21 | Stati Uniti (bandiera) | A     | Jason Ellis        | 1982 | 201  | 99   |  |
| 24 | Stati Uniti (bandiera) | A     | Ernest Scott       | 1982 | 201  | 102  |  |
| 32 | Stati Uniti (bandiera) | G     | Randy Livingston   | 1975 | 193  | 95   |  |
| 33 | Stati Uniti (bandiera) | A     | Cory Violette      | 1982 | 206  | 116  |  |
| 41 | Stati Uniti (bandiera) | C     | Lance Allred       | 1981 | 211  | 122  |  |
| 42 | Stati Uniti (bandiera) | C     | Marcus Campbell    | 1982 | 213  | 97   |  |

## Staff tecnico
- Allenatore: Bryan Gates
- Vice-allenatore: Ray Lopes
- Preparatore atletico: Kevin Taylor